# Erdős-Zahl

Alice schreibt eine Arbeit zusammen mit Erdős und erhält so die Erdős-Zahl 1. Wenn Bob nie mit Erdős, aber mit Alice zusammengearbeitet hat, dann erhält er die Erdős-Zahl 2.

Die Erdős-Zahl gibt die Distanz im Graphen der Koautorenschaft bezogen auf den Mathematiker Paul Erdős an. Im Graphen werden die publizistisch verwandten Autoren als Knoten repräsentiert, zwischen denen jeweils dann eine Kante existiert, wenn sie eine Publikation gemeinsam verfasst haben. Die Definition der Erdős-Zahl geht aller Wahrscheinlichkeit nach auf den Analytiker Casper Goffman  (1913–2006) zurück, der bereits 1969 einen wissenschaftlichen Artikel über die Kollaborationen von Erdős verfasste. Der Titel des Aufsatzes lautete: And what is your Erdős number? (zu Deutsch: „Und was ist Ihre Erdős-Zahl?“).
Gemäß der Definition der Erdős-Zahl hat Paul Erdős selbst die Erdős-Zahl 0, alle Koautoren, mit denen er publiziert hat, haben die Erdős-Zahl 1. Autoren, die mit Koautoren von Paul Erdős (aber eben nicht mit Erdős selbst) publiziert haben, haben die Erdős-Zahl 2 usw. Wenn keine Verbindung in dieser Form zu einer Person herstellbar ist, ist deren Erdős-Zahl unendlich. Es zeigt sich, dass die Erdős-Zahl der meisten Personen entweder unendlich oder sehr klein ist. Die 268.000 Personen, für die im Rahmen des Erdős-Zahl-Projekts ein endlicher Wert ermittelt werden konnte, haben eine durchschnittliche Erdős-Zahl von 4,65. Dies rührt vor allem daher, dass Erdős in vielen Teilbereichen der Mathematik gearbeitet und mit über 500 verschiedenen Wissenschaftlern gemeinsam publiziert hat. Als Grundlage für die Berechnung der jeweiligen Erdős-Zahl dienen bibliografische Datenbanken, die vom Erdős-Zahl-Projekt verwaltet und regelmäßig aktualisiert werden. Auf deren Basis lässt sich die Erdős-Zahl jedes Autors bestimmen.
Von Bedeutung für den einzelnen Mathematiker ist die Berechnung der Erdős-Zahl nicht, auch wenn der Graph der Koautorenschaft zu Erdős oft als Beispiel für Graphen von Netzwerken in wissenschaftlichen Publikationen benutzt wird. Allgemein betrachtet veranschaulicht die Erdős-Zahl einen Aspekt sozialer Netzwerke, der auch im Rahmen des Kleine-Welt-Phänomens behandelt wird. Andere Verwandtschaftsbeziehungen lassen sich analog definieren; prominentestes ähnliches Beispiel ist die Bacon-Zahl, die über Kollaborationen unter Schauspielern definiert ist.

## Tabelle
Die folgende Tabelle zeigt, wie viele Mathematiker welche Erdős-Zahl haben (basierend auf einer Auswertung der Math-Reviews-Datenbank, Stand: 29. Juli 2015):
| Erdős-Zahl | Personen |
| ---------- | -------- |
| 0          | 00.001   |
| 01         | 00.504   |
| 02         | 06.593   |
| 03         | 33.605   |
| 04         | 83.642   |
| 05         | 87.760   |
| 06         | 40.014   |
| 07         | 11.591   |
| 08         | 03.146   |
| 09         | 00.819   |
| 10         | 00.244   |
| 11         | 00.068   |
| 12         | 00.023   |
| 13         | 00.005   |
| Gesamt:    | 268.0150 |

Darüber hinaus gibt es 133.000 Autoren in der Datenbank, die eine unendliche Erdős-Zahl haben (davon 80.000 Personen, die gar keine Artikel mit Koautoren geschrieben haben).
Im Jahr 2020 hatten 512 Personen die Erdős-Zahl 1 und 12.600 die Erdős-Zahl 2.

## Erdős-Zahlen außerhalb der Mathematik
Durch Kooperationen von Erdős oder seinen Koautoren in anderen Fachbereichen haben auch viele Nicht-Mathematiker eine endliche Erdős-Zahl, z. B. der Physiker Albert Einstein (2), der Linguist Noam Chomsky (4) oder die ehemalige deutsche Bundeskanzlerin und promovierte Physikerin Angela Merkel (5).

## Trivia
William Tozier, ein Mathematiker mit der Erdős-Zahl 4, bot 2004 eine Mitautorenschaft in einer Auktion auf eBay an und ermöglichte so dem Gewinner, die Erdős-Zahl 5 zu erwerben. Die Versteigerung wurde von einem spanischen Mathematiker mit einem Gebot von 1.031 $ gewonnen. Allerdings weigerte sich dieser anschließend zu zahlen und erklärte, er habe sein Gebot nur abgegeben, um die Versteigerung, die er als Farce empfand, zu unterbinden.